# Championnat de France féminin de handball 2003-2004
Navigation
Division 1F 2002-2003 Division 1F 2004-2005
Le championnat de France de handball féminin 2003-2004 est la cinquante-troisième édition de cette compétition, le plus haut niveau du championnat de France de ce sport. Douze clubs participent à la compétition. 
Invaincu en championnat avec 22 victoires en 22 matchs, le Handball Metz Métropole remporte son 11e titre de Champion de France, devançant de 5 points le tenant du titre, l'ES Besançon.
En bas du classement l'Issy-les-Moulineaux HBF  et le Sun A.L. Bouillargues sont relégués en Division 2.

## Clubs du Championnat
| Club                                 | 2002-2003 |
| ------------------------------------ | --------- |
| ES Besançon                          | 1er       |
| HB Metz métropole                    | 2e        |
| Cercle Dijon Bourgogne               | 3e        |
| Le Havre AC Handball                 | 4e        |
| Mérignac Handball                    | 5e        |
| HBC Nîmes                            | 6e        |
| Sun A.L. Bouillargues                | 7e        |
| Issy-les-Moulineaux handball féminin | 8e        |
| Angoulême Charente handball          | 9e        |
| Toulon Var Handball                  | 10e       |
| CJF Fleury-les-Aubrais               | D2        |
| US Mios-Biganos                      | D2        |

## La saison
Le classement final est :
|    | Équipe                   | Pts | J  | G  | N | P  | Bp  | Bc  | Diff |
| -- | ------------------------ | --- | -- | -- | - | -- | --- | --- | ---- |
| 1  | HB Metz métropole        | 66  | 22 | 22 | 0 | 0  | 632 | 460 | 172  |
| 2  | ES Besançon T C          | 61  | 22 | 19 | 1 | 2  | 664 | 510 | 154  |
| 3  | Le Havre AC              | 49  | 22 | 13 | 1 | 8  | 579 | 532 | 47   |
| 4  | Cercle Dijon Bourgogne   | 48  | 22 | 12 | 2 | 8  | 562 | 533 | 29   |
| 5  | CJF Fleury-les-Aubrais P | 48  | 22 | 12 | 2 | 8  | 577 | 550 | 27   |
| 6  | Toulon Var Handball      | 43  | 22 | 9  | 3 | 10 | 562 | 582 | -20  |
| 7  | Angoulême CH             | 41  | 22 | 9  | 1 | 12 | 543 | 581 | -38  |
| 8  | HBC Nîmes                | 39  | 22 | 8  | 1 | 13 | 489 | 506 | -17  |
| 9  | US Mios-Biganos P        | 39  | 22 | 7  | 3 | 12 | 561 | 625 | -64  |
| 10 | Mérignac Handball        | 37  | 22 | 7  | 1 | 14 | 579 | 587 | -8   |
| 11 | Issy-les-Moulineaux HBF  | 30  | 22 | 4  | 0 | 18 | 497 | 647 | -150 |
| 12 | Sun A.L. Bouillargues    | 27  | 22 | 2  | 1 | 19 | 493 | 625 | -132 |

- Champion, qualifié en C1 : Ligue des champions
- Qualifié en C2 : Coupe des coupes
- Qualifié en C3 : Coupe de l'EHF
- Qualifié en C4 : Coupe Challenge
- Relégué en Division 2
- T : Tenant du titre 2003
- P : Promu de Division 2 en début de saison
- C :  Vainqueur de la Coupe de la Ligue

## Statistiques
| Rang | Joueuse                 | Club                    | Total | Champs | 7m | MJ | Moy |
| ---- | ----------------------- | ----------------------- | ----- | ------ | -- | -- | --- |
| 1    | Maureen Zuccaro         | US Mios-Biganos         | 158   | 108    | 50 | 21 | 7,5 |
| 2    | Stéphanie Fiossonangaye | ES Besançon             | 135   | 79     | 56 | 22 | 6,1 |
| 3    | Noumia Zitiou           | Mérignac Handball       | 134   | 94     | 40 | 22 | 6,1 |
| 4    | Adriana Suta            | Sun A.L. Bouillargues   | 128   | 82     | 46 | 21 | 6,1 |
| 5    | Mélinda Jacques-Szabo   | HB Metz métropole       | 111   | 73     | 38 | 22 | 5   |
| 6    | Paula Gondo             | Mérignac Handball       | 102   | 91     | 11 | 18 | 5,7 |
| 7    | Miléna Murat            | Sun A.L. Bouillargues   | 100   | 69     | 31 | 22 | 4,5 |
| 8    | Bertille Betare         | CJF Fleury-les-Aubrais  | 99    | 98     | 1  | 22 | 4,5 |
| 9    | Élodie Mambo            | CJF Fleury-les-Aubrais  | 99    | 91     | 8  | 19 | 5,2 |
| 10   | Marinela Necula         | Issy-les-Moulineaux HBF | 97    | 57     | 40 | 21 | 4,6 |

| Rang | Joueuse               | Club                    | Total | Champs | 7m | MJ | Moy  |
| ---- | --------------------- | ----------------------- | ----- | ------ | -- | -- | ---- |
| 1    | Ionica Munteanu       | Le Havre AC Handball    | 296   | 290    | 6  | 22 | 13,5 |
| 2    | Anastasiya Bachvarova | US Mios-Biganos         | 222   | 209    | 13 | 19 | 11,7 |
| 3    | Anca Grosu            | CJF Fleury-les-Aubrais  | 219   | 213    | 6  | 20 | 11,0 |
| 4    | Alexandra Hector      | Issy-les-Moulineaux HBF | 215   | 204    | 11 | 22 | 9,8  |
| 5    | Laurie Cabrol         | Sun A.L. Bouillargues   | 204   | 197    | 7  | 21 | 9,7  |
| 6    | Marina Khatkova       | ES Besançon             | 198   | 189    | 9  | 20 | 9,9  |
| 7    | Lenka Černá           | HB Metz métropole       | 191   | 189    | 2  | 17 | 11,2 |
| 8    | Joanne Dudziak        | HBC Nîmes               | 177   | 170    | 7  | 22 | 8,0  |
| 9    | Elisabeta Rosu        | HBC Nîmes               | 172   | 164    | 8  | 22 | 7,8  |
| 10   | Émilie Gras           | Cercle Dijon Bourgogne  | 152   | 149    | 3  | 18 | 8,4  |

## Effectif du champion
L'effectif du Handball Metz Métropole pour le championnat était composé de :
Gardiennes
- Lenka Černá
- Florentina Grecu

Joueuses de champ
- Sonia Cendier
- Tanja Dajčman
- Rachida Drii Hadj
- Leïla Hadi
- Mélinda Jacques-Szabo
- Nina Kanto
- Stéphanie Lannes
- Stéphanie Ludwig
- Tatjana Medved
- Svetlana Obucina
- Nathalie Selambarom
- Juliana Sousa
- Estelle Vogein
- Isabelle Wendling

Entraineurs
- Patrick Passemard (août à décembre 2003)
- Bertrand François (janvier à juin 2004)